# Elke Clijsters
Elke Clijsters (* 18. Januar 1985 in Bilzen) ist eine  ehemalige belgische Tennisspielerin.

## Karriere
Elke, die jüngere Schwester der erfolgreichen Tennisspielerin Kim Clijsters, begann im Alter von fünf Jahren mit Tennisspielen. Sie gewann einen Einzel- und sieben Doppeltitel auf dem ITF Women’s Circuit. Ihre höchsten Weltranglistenpositionen waren Platz 389 im Einzel und Platz 244 im Doppel. 2004 beendete sie ihre Profilaufbahn.
Für die belgische Fed-Cup-Mannschaft bestritt sie von 2002 bis 2004 vier Partien (drei Doppel), von denen sie keine gewinnen konnte.
Verheiratet ist sie mit dem belgischen Fußballspieler Jelle Van Damme. Ihr Vater war der belgische Fußballspieler Leo Clijsters, (1956–2009).

## Turniersiege

### Einzel
| Nr. | Datum       | Turnier     | Kategorie   | Belag | Finalgegnerin | Ergebnis      |
| --- | ----------- | ----------- | ----------- | ----- | ------------- | ------------- |
| 1   | 1. Mai 2004 | Bournemouth | ITF $10.000 | Sand  | Melanie South | 3:6, 6:1, 6:2 |